# Asociación de Mujeres Hiriska
La Asociación de Mujeres Hiriska se creó en 2002 en el municipio español de Arceniega, provincia de Álava.  

## Historia
La Asociación de Mujeres Hiriska de Arceniega se creó en 2002 para que las mujeres pudieran salir de sus casas, reunirse y comenzar juntas procesos de empoderamiento.
Así, desde la Asociación se han organizado diferentes charlas y talleres tales como manualidades, salud y teatro.
De igual manera, participan en el Encuentro Estatal de Asociaciones de Mujeres. Dentro de este encuentro, han investigado y presentado un trabajo sobre María de Maeztu.
Para seguir con el trabajo en red, participan en el Foro de Igualdad de Arceniega y en las campañas del 8 del marzo y en las del 25 del noviembre.
Además, colaboran en diferentes iniciativas de Arceniega: Mercado Medieval, Navidad, carnavales, junto con el resto de asociaciones e instituciones.